# Dasylirion simplex
Dasylirion simplex ist eine Pflanzenart der Gattung Dasylirion in der Familie der Spargelgewächse (Asparagaceae). Das Artepitheton simplex bedeutet ‚einfach‘. Ein englischer Trivialname ist „Mexican Sotol“.

## Beschreibung
Dasylirion simplex wächst stammlos und bildet Gruppen mit schmalen Rosetten. Die variablen, grünen, glatten, gezähnten Laubblätter sind 50 bis 120 cm lang und 6 bis 12 mm breit. Die Spitzen sind im juvenilen Stadium faserig.
Der rispige, schmale Blütenstand wird 1 bis 2 m hoch. Die Blüten sind weiß bis cremefarben. Die Blühperiode reicht von Juli bis August.
Die eiförmigen Kapselfrüchte enthalten ein bis zwei Samen und sind 6 bis 8 mm lang und 6 bis 12 mm breit. Die dreikantigen Samen sind 3,5 mm lang und 2,5 mm breit.
Dasylirion simplex kann kurze Frostperioden bis minus 8 °C überstehen.

## Verbreitung und Systematik
Dasylirion simplex kommt in Mexiko im Bundesstaat Durango in 1800–2100 m Höhe vor und ist selten. Es wächst in kiesigem, kalkhaltigen Substrat, vergesellschaftet mit Yucca decipiens, Nolina durangensis und verschiedenen Opuntia-Arten.
Die Erstbeschreibung erfolgte 1911 durch William Trelease.
Dasylirion simplex ist ein Mitglied der Sektion Dasylirion. Es bildet Horste mit kleinen Rosetten und glatten, gezahnten Blättern. Typisch sind die faserigen Endspitzen im juvenilen Stadium. Es ist nahe verwandt mit Dasylirion durangense, einem Mitglied der Sektion Glaucophyllum, jedoch sind deutliche Unterschiede in der Blattstruktur (wachsartig) erkennbar.
Dasylirion simplex ist selten in Kultur zu finden.

## Nachweise